# Cyclophora griseolata
Cyclophora griseolata är en fjärilsart som beskrevs av Otto Staudinger 1897. Cyclophora griseolata ingår i släktet Cyclophora och familjen mätare. Inga underarter finns listade i Catalogue of Life.